# Saint-Amans-des-Cots (tổng)
Tổng Saint-Amans-des-Cots là một tổng thuộc tỉnh Aveyron trong vùng Occitanie.

## Địa lý
Tổng này được tổ chức xung quanh Saint-Amans-des-Cots ở quận Rodez. Độ cao khu vực này dao động từ 226 m (Campouriez) đến 952 m (Huparlac) với độ cao trung bình 709 m.

## Hành chính
| Giai đoạn | Ủy viên        | Đảng | Tư cách             |
| --------- | -------------- | ---- | ------------------- |
| 2004      | René Lavastrou | UMP  | Thị trưởng Montézic |

## Các đơn vị trực thuộc
Tổng Saint-Amans-des-Cots gồm 6 xã với dân số 2 242 người (điều tra dân số năm 1999, dân số không tính trùng)
| Xã                            | Dân số | Mã bưu chính | Mã insee |
| ----------------------------- | ------ | ------------ | -------- |
| Campouriez                    | 393    | 12460        | 12048    |
| Florentin-la-Capelle          | 373    | 12140        | 12103    |
| Huparlac                      | 237    | 12460        | 12116    |
| Montézic                      | 240    | 12460        | 12151    |
| Saint-Amans-des-Cots          | 771    | 12460        | 12209    |
| Saint-Symphorien-de-Thénières | 228    | 12460        | 12250    |

## Biến động dân số
| 1962                                                     | 1968  | 1975  | 1982  | 1990  | 1999  |
| -------------------------------------------------------- | ----- | ----- | ----- | ----- | ----- |
| 2 631                                                    | 3 049 | 2 795 | 2 858 | 2 436 | 2 242 |
| Nombre retenu à partir de 1962 : dân số không tính trùng |       |       |       |       |       |